# Paraminabea kosiensis
Paraminabea kosiensis är en korallart som först beskrevs av Williams 1992.  Paraminabea kosiensis ingår i släktet Paraminabea och familjen läderkoraller. Inga underarter finns listade i Catalogue of Life.